# Immeuble d'habitation de la berge Kotelnitcheskaïa
L'immeuble d'habitation de la berge Kotelnitcheskaïa (en russe : Жилой дом на Котельнической набережной) est un gratte-ciel de la ville de Moscou, en Russie.
Il fait partie des Sept Sœurs, une série de bâtiments dont l'idée a été lancée par Staline. L'immeuble a été construit de 1949 à 1952. Le bâtiment a été conçu par les architectes soviétiques Dmitri Tchetchouline et Andreï Rostkovski (ru). La tour principale comporte 32 étages et est haute de 176 mètres.
Le style architectural de l'immeuble mélange de nombreux genres : égyptiens (obélisques), gothiques, classiques ainsi que de l'architecture médiévale russe.
Dans l'appartement no 185 se trouve le musée de Galina Oulanova, la célèbre danseuse y habitait depuis 1986 (avant - depuis l'octobre 1952, elle occupait l'appartement no 316 dans le corps B de l'ensemble). Ce musée-appartement est une filiale du Musée de théâtre Alekseï Bakhrouchine situé dans le quartier Zamoskvoretche.

## Source
- Moscou, patrimoine architectural, dir. D. Chvidkovski, J-M Pérouse de Montclos, éditions Flammarion, 1997 (p. 214–215).